# Aleix Garrido Cañizares
Aleix Garrido Cañizares   (Ripoll, 22 de febrer de 2004) és un futbolista professional català que juga actualment com a migcampista a la SD Eibar.

## Carrera de club
Nascut a Ripoll, Catalunya, Garrido es va incorporar a l'acadèmia de FC Barcelona el 2012.
Va debutar amb el Barça Atlètic el 9 de gener de 2022, a la Primera Federació. Va marcar l'únic gol del seu equip en una derrota per 2-1 a casa contra el Betis Deportivo.
Garrido va ser convocat per primera vegada al primer equip del FC Barcelona per a un partit de la Lliga contra l'Elx, i va debutar en una victòria per 4-0, substituint Ansu Fati. Després del partit, l'entrenador Xavi va elogiar la seva habilitat, qualificant-lo de dotat tècnicament.
El juny de 2024, tot i l'interès del Girona FC per fitxar-lo, va acabar fitxant per la SD Eibar.

## Carrera internacional
Garrido ha representat Espanya a nivell internacional juvenil.

## Palmarès
Barcelona
- La Liga: 2022–23[9]